# 东条由布子
東條由布子（1939年5月20日—2013年2月15日），日本作家、特定非營利活動法人環境保全機構理事長，日本前首相、甲级战犯东条英机孙女。

## 人物
東條由布子出生於朝鮮京畿道京城府（現大韓民国首爾市），為日本內閣總理大臣、二戰甲級戰犯東條英機的孫女暨東條英隆的長女，本名東條淑枝，婚後從姓岩浪。
她早先就職于第一生命保險相互会社，后進入明治學院大學學習，因結婚而中途退學（期間獲得過圣心女子大學的心理學學士學位）。在成為4個孩子的母親之后，由布子于國士館大學教育系進修2年畢業。
在2007年7月29日的第21回参議院議員通常選舉中，作為東京選舉區無黨派候選人參選，獲得票數59,607票、得票率1.0％，並未當選。此外，在由布子的選舉對策事務所貼有自民党比例區的山東昭子的競選海報（并非由布子）。
東條生前擔任NPO法人環境保全機構理事長。
2013年2月15日，因間質性肺炎在東京的醫院內去世，享壽73歲。

## 其他
她是知名保守派政客，長期致力于為包括其祖父在內的甲級戰犯歌功頌德，對東京審判、靖國神社分祀、慰安婦、南京大屠殺等等全部持否定或否認態度，並一再聲稱：“分祀甲級戰犯等于承認當年的戰爭是侵略戰爭，這是對靖國英靈的侮辱。”在接受朝日電視臺的采訪時被問及如何看待其祖父的戰爭責任，由布子答道：“祖父對戰敗負有責任，通過自己的死來對戰敗負責也是當然的事情。”
由布子曾說過：“因為祖父的關係，使天皇陛下無法參拜靖國神社，自己每次通過靖國鳥居的時候都為此感到羞愧。”然而由布子亦反對甲級戰犯的分祀，認為應該在天皇的許可下在靖國神社舉行甲級戰犯的合祀。
據說在其童年曾因自己是東條英機的孫女而被罰站，并被老師痛罵。
2006年8月15日，曾一再表示“對東京審判沒有異議”的小泉純一郎首相參拜靖國神社，在被問及此次參拜是否與之前的言論相衝突時，小泉聲稱不是為甲級戰犯而來的。對此，由布子的解釋是不只是為甲級戰犯而來的。由布子在保守派內部頗有人望，但由于在保守派集會中過度熱衷于推銷自己，逐漸與部分保守派內部人士生隙。
記者高田欽一指出，1940年蒋介石以納粹德國為調停人、提出以從中國撤兵為條件的和平方案遭到了時任陸軍大臣東條英機的反對；東條英機宣稱，停戰將愧對對靖國英靈，而東條由布子的態度與其祖父如出一轍，應當毫不猶豫的加以批判。
就職于NHK的丈夫堅決反對由布子利用“岩浪”姓從事東條家的擁護活動，由布子只得繼續使用“東條”姓。另一方面，由于由布子已經不再是東條家人，卻繼續打著東條的旗號從事政治活動，招致了東條家的反感。亦有觀點認為其父英隆與祖父關係不和，而當時由布子尚且年幼，雖然作為親屬，但與祖父沒有太多直接接觸，因此對于祖父的認知存在不少誤解。
其中東條英隆因性格差異與東條英機不和、未能成為軍人。就職時并未受到父親的照顧，但因其就職于滿洲國警務部、時任関東軍参謀長的東條英機害怕別人認為英隆的就職是憑借個人關係，就向當時的人事部門提出，要么把英隆免職，要么永遠禁止其升遷（但這條指示最終被無視）。這件事情使得二人關係徹底決裂，戰後東條英機從巢鴨監獄致電英隆，希望能夠再見一面，英隆說道：「還有什么留戀么」，語氣之冷酷令周圍人震驚。

## 著書
- 以「岩浪由布子」的名義出版的
  - 讀賣新聞社 1992年 ISBN 4643920777
  - 文藝春秋 文春文庫 1995年 ISBN 4167449021
- 文春文庫、2000年3月 ISBN 4-16-736902-8
- 恒文社21 2003年8月 ISBN 4-77-041100-6
-  2005年8月 ISBN 978-4898310830

## 脚注
1. ↑  東條英機孫女東條由布子病逝 享年73歲 （页面存档备份，存于），共同社
2. ↑  .   [2009-04-24]. （原始内容存档于2009-08-02）.